# 细斑树鸭
细斑树鸭（学名：Dendrocygna guttata），是雁形目鸭科的一种鸟类。

## 特征
细斑树鸭体重约800克，翼长约206.6毫米，嘴峰长约43.7毫米，喙宽度约16.8毫米，喙厚度约14.1毫米，跗蹠长约43.6毫米，尾长约58.6毫米。细斑树鸭是部分迁徙的鸟类，其栖息在开放的湖泊、沼泽等湿地环境中。食性为杂食性，

## 分布
苏拉威西岛至新几内亚、俾斯麦群岛和菲律宾南部。